# Grand Prix de l'Escaut 2006
La 93e édition du Grand Prix de l'Escaut a eu lieu le 12 avril 2006.
La victoire est revenue à Tom Boonen, lors d'un sprint massif bien maitrisé.

## Classement
| \| Classement général \| Classement général \| Classement général \| Classement général \| Classement général \| \| Coureur \| Coureur \| Pays \| Équipe \| Temps \| \| ------------------ \| ------------------ \| ------------------ \| ------------------------------------- \| ------------------ \| \| 1er \| Tom Boonen \| Belgique \| Quick Step-Innergetic \| 4 h 36 min 38 s \| \| 2e \| Steven de Jongh \| Pays-Bas \| Quick Step-Innergetic \| + 0 s \| \| 3e \| Gert Steegmans \| Belgique \| Davitamon-Lotto \| + 0 s \| \| 4e \| Niko Eeckhout \| Belgique \| Chocolade Jacques-Topsport Vlaanderen \| + 0 s \| \| 5e \| Graeme Brown \| Australie \| Rabobank \| + 0 s \| \| 6e \| Enrico Gasparotto \| Italie \| Liquigas \| + 0 s \| \| 7e \| Jens Renders \| Belgique \| Chocolade Jacques-Topsport Vlaanderen \| + 0 s \| \| 8e \| Aart Vierhouten \| Pays-Bas \| Skil-Shimano \| + 0 s \| \| 9e \| Jeremy Hunt \| Royaume-Uni \| Unibet.com \| + 0 s \| \| 10e \| René Weissinger \| Allemagne \| Skil-Shimano \| + 0 s \| |                   |             |                                       |                 |
| |                   |             |                                       |                 |
| Source : ProCyclingStats |                   |             |                                       |                 |
| Classement général |                   |             |                                       |                 |
| Coureur | Coureur           | Pays        | Équipe                                | Temps           |
| 1er | Tom Boonen        | Belgique    | Quick Step-Innergetic                 | 4 h 36 min 38 s |
| 2e | Steven de Jongh   | Pays-Bas    | Quick Step-Innergetic                 | + 0 s           |
| 3e | Gert Steegmans    | Belgique    | Davitamon-Lotto                       | + 0 s           |
| 4e | Niko Eeckhout     | Belgique    | Chocolade Jacques-Topsport Vlaanderen | + 0 s           |
| 5e | Graeme Brown      | Australie   | Rabobank                              | + 0 s           |
| 6e | Enrico Gasparotto | Italie      | Liquigas                              | + 0 s           |
| 7e | Jens Renders      | Belgique    | Chocolade Jacques-Topsport Vlaanderen | + 0 s           |
| 8e | Aart Vierhouten   | Pays-Bas    | Skil-Shimano                          | + 0 s           |
| 9e | Jeremy Hunt       | Royaume-Uni | Unibet.com                            | + 0 s           |
| 10e | René Weissinger   | Allemagne   | Skil-Shimano                          | + 0 s           |